# Maladie de Chagas
Pour les articles homonymes, voir Chagas.
 Mise en garde médicale
La maladie de Chagas, ou trypanosomiase américaine (brésilienne), est une maladie parasitaire qui sévit dans les régions tropicales d'Amérique du Sud et centrale. Elle est provoquée par Trypanosoma cruzi, un trypanosome qui est transmis par des réduves, sorte de punaises hématophages de la sous-famille des Triatominae.
La maladie se caractérise par une forme aiguë et des formes chroniques (complications cardiaques et digestives) qui peuvent durer toute la vie. Selon l'OMS près de 12 000 personnes meurent de la maladie de Chagas chaque année. Il s'agit d'une des vingt-et-une maladies tropicales négligées listées par l'OMS, qui touche aussi les animaux et qui relève d'une approche « One Health ». 
Depuis les années 1980, la maladie de Chagas a pris une importance mondiale du fait des mouvements migratoires provenant d'Amérique Latine. Le nombre de personnes atteintes de Chagas chronique (sans ou avec symptômes) en dehors d'Amérique latine est estimée à plus de 400 000, dont les trois-quarts aux États-Unis, plus de 60 000 en Europe, dont près de la moitié en Espagne et de 1 000 à 2 000 en France.
Les problèmes posés dans les pays d'accueil sont : le risque transfusionnel (contrôle des donneurs de sang), le risque congénital (surveillance des femmes enceintes), dépistage, prise en charge et traitement des personnes atteintes.

## Histoire

### Période précolombienne
De nombreuses momies, bien conservées en raison d'une dessication en climat aride, ont été retrouvées dans la région de Tarapacá (nord du Chili), datées du Ier millénaire av. J.-C. Des études de paléopathologie, publiées à partir de 1985, montrent que plusieurs d'entre elles présentent un mégaœsophage avec cardiomégalie et mégacolon, ensemble caractéristique évoquant une maladie de Chagas.
En 1999, L'ADN du parasite a été retrouvé dans une momie vieille de 4 000 ans de la même régionet en 2004 cela a été confirmé au Pérou et au Chili (désert d'Atacama) sur des momies de la culture chinchorro, datées de 7 000 ans av. J.-C., et des cultures qui ont suivi dans la même région jusqu'à la conquête espagnole du XVIe siècle.
L'hypothèse retenue est que la maladie de Chagas serait originaire des régions côtières des Andes, où se trouvait un cycle sauvage (entre parasite, vecteur et vertébrés sauvages). La maladie humaine apparait chez les chinchorros, le premier peuple amérindien à quitter la vie nomade des chasseurs-cueilleurs pour se sédentariser (villages de pêcheurs puis agriculture et élevage) avec début de déforestation. Ceci concorde avec le fait que la maladie est absente chez les autochtones d'Amazonie, toujours mobiles et sans domestication animale.
D'autres cas précolombiens ont été signalés au Texas (désert de Chihuahua), et au Brésil (Vallée du Rio Peruaçu (pt)). Des céramiques péruviennes datées du XIIIe au XVIe siècle seraient des représentations possibles de sujets atteints de maladie de Chagas.

### DuXVIeauXIXesiècle
Plusieurs chroniqueurs ou médecins signalent une maladie locale connue sous le nom de « bicho », une maladie qui frappe les indigènes comme les conquistadors et dont la description pourrait correspondre à la forme digestive chronique de maladie de Chagas.
Le cas le plus célèbre est celui de Charles Darwin (1809-1889) qui pourrait avoir souffert de cette maladie à la suite d'une piqûre d'un prétendu grand moustique noir de la pampa, la vinchuca (voir la maladie de Charles Darwin (en)). L'épisode a été rapporté par Darwin dans ses journaux intimes dans Le Voyage du Beagle comme étant survenu le 25 mars 1835 à l'est des Andes, près de Mendoza.
Darwin est alors jeune et en bonne santé, bien que six mois auparavant il ait été malade pendant un mois près de Valparaíso. Cependant en 1837, presque un an après son retour en Angleterre, il a commencé à souffrir par intermittence d'une étrange association de symptômes, qui l'a frappé d'incapacité pratiquement pour tout le reste de sa vie. Les tentatives faites pour examiner les restes de Darwin conservés à l'abbaye de Westminster en utilisant les techniques modernes de PCR se sont heurtées à un refus du conservateur de l'abbaye.

### La découverte de Chagas
La maladie a été décrite pour la première fois en 1909 par le médecin brésilien spécialiste des maladies infectieuses Carlos Chagas, assistant d'Oswaldo Cruz, directeur-fondateur de l'institut de sérothérapie de Rio de Janeiro en 1900, qui deviendra l'institut Oswaldo Cruz en 1908.
Au cours de recherches sur le paludisme, Carlos Chagas découvre que les intestins de punaises Triatominae hébergent un protozoaire flagellé, une nouvelle espèce du genre Trypanosoma. Il adresse des spécimens à Oswaldo Cruz qui démontre expérimentalement que ce nouveau protozoaire pouvait être transmis aux singes marmousets piqués par l’insecte infecté,.

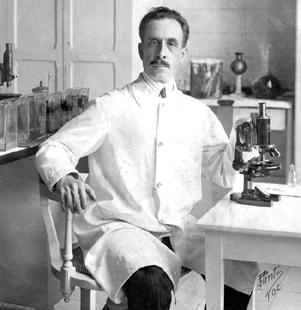
Carlos Chagas dans son laboratoire de Rio de Janeiro.

Chagas a appelé ce parasite pathogène Trypanosoma cruzi pour honorer son maître. Plus tard la même année, il le nomme Schizotrypanum cruzi (du grec schizo- séparer) car il a cru distinguer un dimorphisme sexuel du parasite, ce qui était inexact et le résultat d'une confusion avec un parasite accessoire du genre fongique Pneumocystis. Chagas a intégré à tort un nouveau fungi dans le cycle d'un nouveau protozoaire. Aussi, il reviendra à l'appellation T. cruzi,.
Il a aussi cru détecter T. cruzi dans les glandes salivaires de l'insecte, en faisant de la piqûre le mode dominant de transmission. En fait, les excréments de l'insecte représentent la principale source d'infection, ce qui sera démontré par son collègue Émile Brumpt en 1912.
Le 14 avril 1909, Chagas découvre T. cruzi dans le sang d'une petite fille de deux ans, prénommée Bérénice, présentant une fièvre avec adénopathie, gros foie (hépatomégalie) et grosse rate (splénomégalie). C'est le premier diagnostic d'un cas humain de maladie de Chagas.
Le travail de Chagas est unique dans l’histoire de la médecine. Il est le seul chercheur à avoir décrit, en près d'un an, une nouvelle maladie infectieuse dans un système complet et cohérent : son agent pathogène, son vecteur, son hôte, ses manifestations cliniques et son épidémiologie. De plus, il le fait de façon inverse, en découvrant d'abord la cause (l'agent pathogène) puis l'effet (la maladie),.
Dans les années 1920, et jusqu'à la mort de Chagas en 1934, la maladie a eu du mal à être reconnue, car Chagas considère sa maladie comme une « thyroïdite parasitaire » et la cause principale du crétinisme au Brésil : T. cruzi serait l'agent spécifique du « goitre du Minas Gerais ». En dehors des motivations de jalousie ou des rivalités d'influence et de pouvoir, des adversaires de Chagas ont pu, de bonne foi, critiquer les failles scientifiques du système de Chagas : par exemple la difficulté de trouver des T. cruzi chez les goitreux du Brésil, ou l'absence de goitreux en Argentine où l'on trouve facilement des punaises infectées par T. cruzi,.

### La redécouverte de la maladie de Chagas
Chagas a forgé une entité médicale en superposant deux affections concomitantes : une maladie infectieuse parasitaire (trypanosomiase américaine) et une maladie endocrinienne (crétinisme du goitre endémique). Ce qui peut se comprendre, non seulement par simultanéité de situation et d'apparence, mais aussi par simultanéité conceptuelle. Le passage au XXe siècle est marqué par la difficile séparation entre la Théorie des miasmes (qui expliquait à la fois les fièvres contagieuses et le crétinisme) et la microbiologie (le microbe comme miasme figuré), et par la naissance tout aussi difficile d'une nouvelle parasitologie qui doit trouver ses marques entre la protozoologie, l'entomologie et la microbiologie,.
En 1935, la maladie de Chagas est redécouverte par le médecin argentin Cecilio Romaña (en) dans une région sans goitre endémique. Romaña décrit, chez neuf malades porteurs de T. cruzi en phase aiguë, non pas un « myxœdème du visage » mais une conjonctivite avec œdème des paupières et adénopathies satellites ou « signe de Romaña ». Grâce à ce signe, la maladie de Chagas pouvait être diagnostiquée dès son début par tout médecin généraliste,. Dans les années qui suivent, Salvador Mazza (en) (1886-1946) découvre l'ampleur de la maladie en Argentine avec plus de mille cas décrits dans la seule province du Chaco, il est aussi le premier à noter la possibilité de transmission par transfusion sanguine.

### Depuis les années 1940
Les progrès des examens médicaux des années 1940-1960  (immunologie, explorations cardiaques, digestives, neurologiques…) permettent de confirmer ou rectifier les formes chroniques décrites par Chagas. L'importance et la fréquence de la maladie, dans ses formes aiguës et chroniques, est désormais reconnue dans toute l'Amérique latine,.
En 1966, Hoffmann-La Roche introduit le benznidazole, premier médicament efficace contre la maladie de Chagas, et Bayer commercialise le Nifurtimox en 1970.
En 2020, l'OMS inaugure la première journée mondiale de la maladie de Chagas, en choisissant le 14 avril, le jour anniversaire de la découverte par Chagas du cas Bérénice, premier cas humain de la maladie.

## Modes de transmission

### Agent causal
La maladie de Chagas est due au protozoaire flagellé Trypanosoma cruzi qui fait partie du même genre que l'agent infectieux responsable de la maladie du sommeil africaine, mais ses manifestations cliniques, sa répartition géographique, son cycle de vie et son insecte vecteur sont tout à fait différents.
Deux types de Trypanosoma cruzi, appelés I et II, sont décrits, avec une répartition géographique différente.

### Insecte vecteur

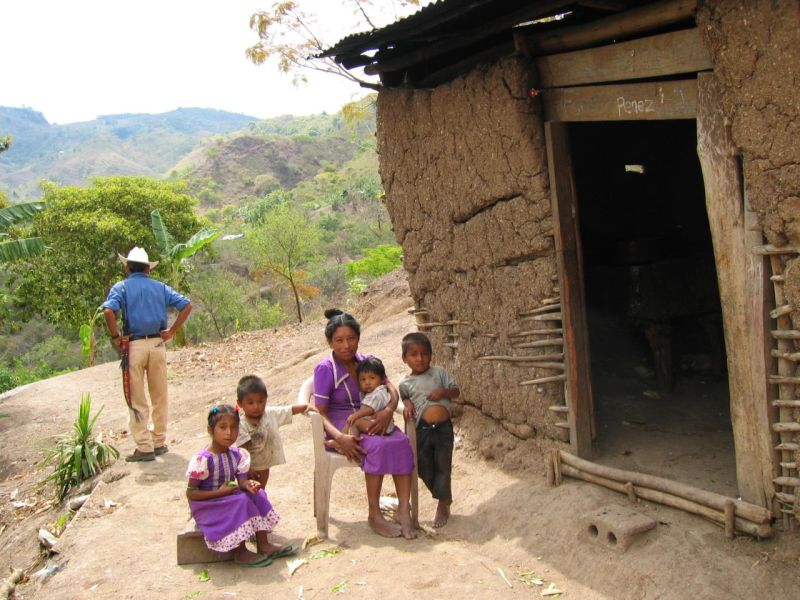
Habitat rural du département de Copán (Honduras) en 2004.

Le vecteur de la maladie est une punaise hématophage ailée ou réduve de la sous famille des triatominae. Ces insectes sont connus dans différents pays sous des noms populaires de vinchuca, de barbeiro (le barbier), de chipo, kissing bug (la punaise du baiser), killing bug (la punaise assassine) et d'autres noms, parce qu'ils sucent le sang en piquant le visage de ses victimes, la nuit,. Leur piqûre est indolore et ne réveille pas le dormeur.
Plus de 130 espèces de triatominae ont été identifiées, mais seules une poignée d'entre elles sont des vecteurs compétents de T. cruzi en transmettant la maladie de Chagas. Les principales sont Triatoma infestans, Rhodnius prolixus et Triatoma dimidiata.
Ces insectes vecteurs, d'une durée de vie de un à deux ans, ont de grandes facultés d'adaptation. Une fois qu'ils ont infesté une maison, ils développent un comportement domiciliaire et anthropophile, ils se cachent le jour  dans les crevasses et les trous des murs de torchis et des toits de bambou ou de chaume des habitats précaires ou insalubres. Une moustiquaire assure une protection contre les adultes volants, mais les juvéniles (dépourvus d'ailes) d'un des cinq stades larvaires peuvent grimper et piquer les personnes dormant sur un lit, surtout s'il est contre un mur.

### Réservoirs
Trois cycles épidémiologiques sont distingués, :
- Cycle sauvage ou sylvatique : T. cruzi circule entre insecte vecteur et mammifères sauvages. Ce réservoir sauvage est représenté par près de 150 espèces de 7 ordres différents : marsupiaux, rongeurs, chauve-souris, tatous, lagomorphes, carnivores et primates. La probabilité d'infection humaine est faible.
- Cycle péridomestique : T. cruzi circule entre insecte vecteur et animaux péridomestiques et domestiques (rats, cochon d'inde, chats, chiens...). Le risque humain est plus élevé.
- Cycle domestique : T. cruzi circule entre insecte vecteur et humains. Le réservoir est humain, le risque est maximum.

Les amphibiens et les oiseaux sont réfractaires (non parasités par T. cruzi), mais ils peuvent servir d'hôtes nourriciers pour l'insecte-vecteur.

### Transmission vectorielle et cycles de vie
L'agent causal T. cruzi se développe exclusivement dans le tube digestif de l'insecte sans jamais aboutir aux pièces buccales ou aux glandes salivaires. La forme infectante de T. cruzi ne se retrouve que dans les fèces.

#### Chez l'homme

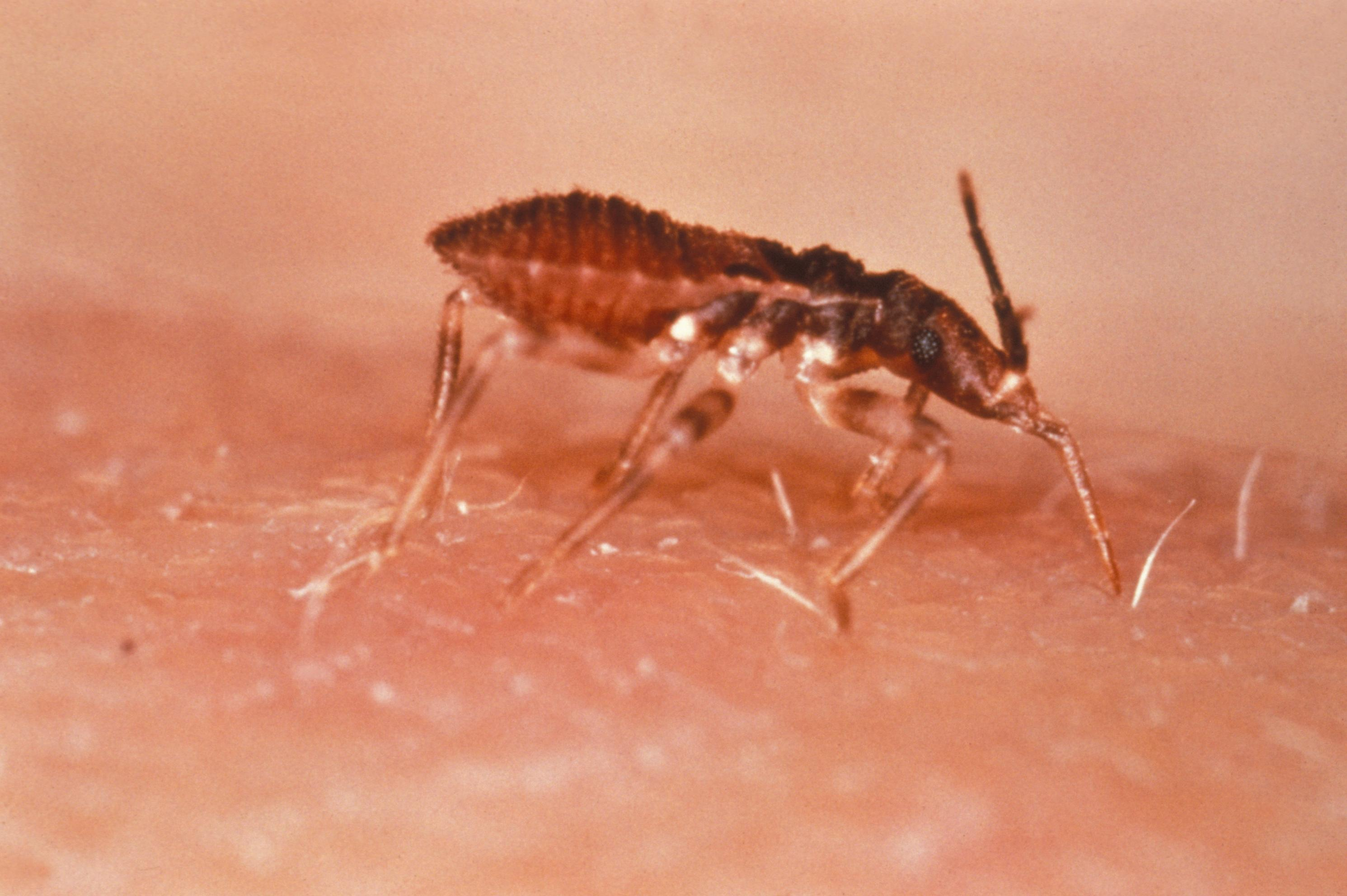
Insecte vecteur Triatoma infestans ou Kissing Bug.

La transmission à l'humain ne s'effectue pas lors d'une piqûre directe, mais par l'intermédiaire des déjections de l'insecte qui défèque alors qu'il est encore en train de piquer. T. cruzi présent dans ces déjections pénètre activement  la peau de l'hôte, soit par la lésion de piqûre, par les lésions de grattage, ou par les muqueuses saines telles que la conjonctive. T. cruzi reste infectant très longtemps dans les déjections desséchées et pulvérulentes de l'insecte.
Les formes infectantes qui pénètrent l'hôte sont dites trypomastigotes, lorsqu'elles envahissent les cellules elles se transforment en amastigotes intracellulaires. Les amastigotes se divisent par scissiparité et se métamorphosent en trypomastigotes, puis sont libérés dans la circulation comme trypomastigotes circulants. Ces trypomastigotes infectent des cellules d'un type particulier et se transforment en amastigotes intracellulaires dans de nouveaux sites d'infection.
Des manifestations cliniques et la mort des cellules des tissus cibles peuvent se produire en raison de ce cycle infectieux. Par exemple, il a été montré par l’anatomopathologiste autrichien et brésilien, le Dr Fritz Köberle (en) dans les années 1950 à l’école de Médecine de l'université de São Paulo à Ribeirão Preto, au Brésil, que les amastigotes intracellulaires détruisent les neurones intra-muraux du système nerveux autonome de l'intestin et du cœur, ce qui conduit respectivement au mégacôlon et à l’anévrisme.

#### Chez la punaise réduve
Les trypomastigotes circulants ne peuvent pas se diviser (contrairement de ceux du trypanosome africain). La multiplication du parasite reprend seulement quand il envahit une autre cellule ou est ingéré par un autre vecteur. L'insecte vecteur s’infecte en se nourrissant de sang humain ou animal qui contient des parasites en circulation. D'ailleurs les insectes pourraient répandre l'infection entre eux par leur comportement prédateur et cannibale. Les trypomastigotes ingérés se transforment en épimastigotes dans l’intestin du vecteur. Les parasites se multiplient et se différencient dans l’intestin et deviennent des trypomastigotes métacycliques infectieux dans l’intestin de l’insecte.

### Transmissions non vectorielles
Les transmissions non vectorielles prennent une importance croissante, surtout dans les pays non endémiques, avec expansion mondiale de la maladie de Chagas.

#### Transmissions par donneur
Trypanosoma cruzi peut être transmis par des transfusions sanguines et lors de greffes. En 2023, le risque de transmission par unité de sang provenant d'un donneur infecté est estimé de 10 à 25 %. La transfusion de plaquettes serait plus à risque que celle de sang total.
Un mode proche de transmission est celui des accidents de laboratoire et des infections nosocomiales.

#### Transmission verticale
La transmission verticale est celle de la mère à l'enfant. Les enfants peuvent contracter la maladie de Chagas in utero par voie transplacentaire durant la grossesse, ce risque a été évalué à 4,7 % pour les enfants nés de mères atteintes de Chagas. T. cruzi peut aussi être transmis par le lait maternel, mais ce risque n'a pas été bien évalué.
Selon l'OMS, plus d'un million de femmes en âge de reproduction sont infectés par T. cruzi en Amérique Latine.

#### Transmission orale
La transmission orale a été d'abord observée chez l'animal en laboratoire en 1913, les premiers cas humains sont décrits à partir de 1968, mais la voie orale a été longtemps considérés comme accessoire ou anecdotique, quoique relativement commune dans le cycle sauvage (petits mammifères ingérant des insectes contaminés, carnivores dévorant une proie parasitée).
Après la mise en œuvre des mesures d'élimination des insectes-vecteurs et une forte réduction de la transmission vectorielle, la voie orale alimentaire humaine a pris de plus en plus d'importance. En 1991, les chercheurs notent la présence d'un certain nombre de micro-épidémies dont celle de l'État de Paraíba en 1991 où des ouvriers agricoles ont été apparemment infectés par la consommation de nourriture contaminée par des déjections d’opossum. De même en 1997 à Macapá, dans l'État d’Amapá, 17 membres de deux familles ont été probablement infectés en buvant du jus de fruit de palmier Euterpe oleracea contaminé par des insectes vecteurs écrasés.
La plus grande épidémie par voie orale est survenue en 2007 à Caracas (Venezuela) avec 103 cas aigus par jus de goyave contaminé, avec des répercussions internationales. Au Venezuela, entre 2007 et 2014, on compte 249 cas et 10 décès, et au Brésil, de 2000 à 2010, 776 cas transmis par voie alimentaire.
Les trois types de transmission orale sont :
- nourriture contaminée par des insectes-vecteurs. C'est surtout le cas des jus de fruits artisanaux, car l'insecte entier est incorporé dans la préparation (des larves contaminantes de 2 mm peuvent passer inaperçues parmi les fruits). Les autres produits, contaminés par des fèces d'insectes sont le jus de canne à sucre, les crèmes glacées, les soupes et les crevettes.
- viande saignante crue ou insuffisamment cuite, notamment le sang d'animaux sauvages (comme le tatou) consommé lors de rituels religieux ou de médecine traditionnelle.
- nourriture contaminée par des marsupiaux contaminés comme les opossums qui ont accès à des cuisines.

## Épidémiologie et distribution géographique
Dans les années 1970, des études suggèrent que les campagnes de lutte antivectorielle et le développement économique et social pourraient être suffisants pour contrôler la maladie, celle-ci ayant la réputation, depuis Chagas, d'être une maladie de la misère et du sous-développement.
Au tournant du XXIe siècle, ces mesures ont pu réduire l'incidence de la maladie de 70 % en Amérique du sud (période 1980-2010), et à zéro le nombre de nouvelles infections dans trois pays de la région (Uruguay 1997, Chili 1999, Brésil 2006).
Malgré ces résultats, la maladie de Chagas chronique reste un problème de santé publique important dans 21 pays pays d’Amérique latine. La maladie est toujours endémique avec possibilité de réinfestations à partir de foyers sauvages, du fait des capacités d'adaptations du vecteur, particulièrement dans les zones de déforestation à savane ouverte où s'intercalent de nouvelles habitations humaines.
En plus de l'urbanisation croissante et des mouvements de populations, les transmissions non vectorielles posent de nouveaux défis. La maladie de Chagas n'est plus confinée aux zones rurales pauvres d'Amérique latine, elle est devenue une maladie urbaine mondiale, présente dans 44 pays.

### Pays endémiques

Distribution de la maladie de Chagas en Amérique latine en 2012 (zones d'endémie)

En 2024, la maladie de Chagas affecte entre 6 et 7 millions de personnes, et en tue environ 12 000. Selon l'OMS, 75 millions de personnes vivent dans une zone à risque. La maladie est présente dans presque toutes les Amériques, du sud des États-Unis au nord de l’Argentine, classiquement dans des zones rurales pauvres, d’Amérique centrale et d’Amérique du Sud.
Entre 600 000 et un million de personnes sont affectées en Bolivie, soit entre 5 % et 10 % de la population du pays. L’infection a longtemps été une maladie silencieuse, associée aux pauvres. Le traitement des malades s'est cependant beaucoup amélioré à partir de la fin des années 2000.
En Amérique latine, les pays endémiques peuvent être répartis en quatre groupes selon le cycle de transmission et le type de cas humains de maladie de Chagas, : 
1. Argentine, Bolivie, Brésil, Chili, Equateur, Paraguay, Pérou et Venezuela. Ces pays se caractérisent par un cycle sauvage, péridomestique et domestique avec prédominance de malades chroniques atteints de complications cardiaques. Les transmissions vectorielle et transfusionnelle sont sous contrôle.
2. Colombie, Costa Rica et Mexique. Le cycle est péridomestique et domestique, avec malades chroniques cardiaques. Les risques vectoriel et transfusionnel sont mal contrôlés.
3. Guatemala, Honduras, Nicaragua, Panama et Salvador. Le cycle est sauvage, péridomestique et domestique, avec peu d'informations sur la maladie. Le contrôle vectoriel est en cours.
4. Antilles, Bahamas, Belize, Cuba, Guyana, Guyane, Haïti, Jamaïque et Suriname. Les cas humains surviennent surtout chez les migrants en provenance de régions endémiques où le cycle sauvage est prédominant. Depuis 1990, la maladie de Chagas est plus souvent présente en Guyane Française avec des cas humains autochtones et des cas canins en zone résidentielle[32].

### Pays non endémiques
Les flux de migrants légaux ou illégaux, ont provoqué une mondialisation de la maladie de Chagas. Les nouveaux problèmes créés en pays non endémiques sont : le risque transfusionnel (contrôle des donneurs), le risque congénital (surveillance des femmes enceintes), dépistage, prise en charge et traitement des personnes atteintes (alors que la maladie est mal connue du personnel médical).
Le nombre de personnes atteintes de Chagas chronique (sans ou avec symptômes) en dehors d'Amérique latine est estimé à plus de 400 000, dont les trois-quarts ont migré aux États-Unis.

#### Amérique du nord

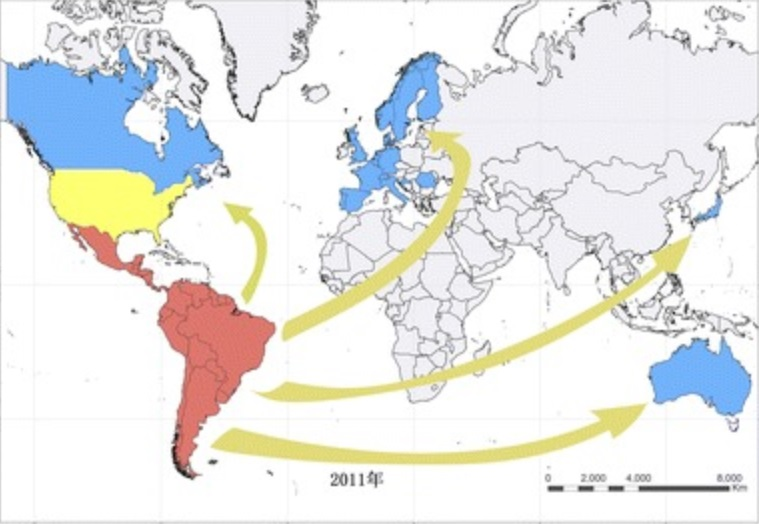
Flux migratoires à partir des pays endémiques à transmission vectorielle (en rouge). En jaune : pays avec zones endémiques à transmission vectorielle occasionnelle. En bleu : les pays non-endémiques avec risque transfusionnel ou par greffes médicales.

Dans le sud des États-Unis (particulièrement au Texas, et jusqu'en Caroline du Nord) il existait déjà un cycle endémique sauvage où T.cruzi infectait l'opossum sauvage et le raton laveur, avec transmission occasionnelle à l'humain (23 cas autochtones signalés entre 1955 et 2012),.
Depuis les années 1980, le risque de transmission par transfusion sanguine est devenu réel aux États-Unis. Dans les années 2010, le nombre des personnes infectées (maladie chronique de Chagas) est estimée autour de 300 000, principalement d'origine mexicaine. Des études de séroprévalence (2007-2013) ont identifiés plus de 1 700 donneurs de sang positifs à T. cruzi. De plus, 0,25 % des femmes enceintes d'origine hispanique sont infectées, et 30 à 45 000 personnes résidant aux États-Unis présenteraient des complications cardiaques de la maladie de Chagas.
En 2006, le Canada compte plus de 150 000 migrants d'Amérique latine (surtout de Colombie, puis d'Argentine et du Salvador), dont plus de 5 500 seraient infectés, et plus de mille nécessitant des soins médicaux.

#### Europe
En Europe, le nombre de personnes risquant de développer des complications cardiaques de Chagas est estimée à plus de 54 000 (jusqu'à 123 000), dont 29 000 en Espagne,. L'Espagne est le deuxième pays (après les États-Unis) en nombre de migrants infectés, ceux-ci proviennent pour la plupart de l'Équateur, d'Argentine, de la Bolivie et du Pérou,. Près de 95% des cas ne seraient pas diagnostiqués.
En France, les cas importés diagnostiqués sont très rares avant les années 2000 (un seul cas rapporté en 1988). En 2008, l'émergence de la maladie se confirme en métropole avec 18 cas importés signalés depuis 2004. En 2019, les migrants d'Amérique latine résidant en métropole sont 157 000, le nombre réel de cas infectés étant estimé autour de 1 500 dont quelques centaines susceptibles d'avoir des complications cardiaques, ce qui peut avoir son importance en politique transfusionnelle (évaluation du risque).

#### Pacifique ouest
En 2007, les migrants d'Amérique latine au Japon représentent 370 000 personnes avec une prévalence de plus de 4 000 cas infectés, principalement d'origine brésilienne (immigration japonaise au Brésil à la fin du XIXe siècle).
À moindre échelle, une situation analogue se présente en Australie et en Nouvelle-Zélande.

## Manifestations cliniques
La maladie humaine se développe en deux phases : la phase aiguë dans les deux mois après l’infection, et la phase chronique. Cette phase chronique peut être silencieuse (sans symptômes) ou symptomatique (apparition de complications) et s’étendre sur plusieurs années, voire toute la vie. Des auteurs décrivent trois phases, selon qu'ils distinguent une phase de début dans la phase aiguë, ou une phase de complications tardives dans la phase chronique,.

### Phase aiguë

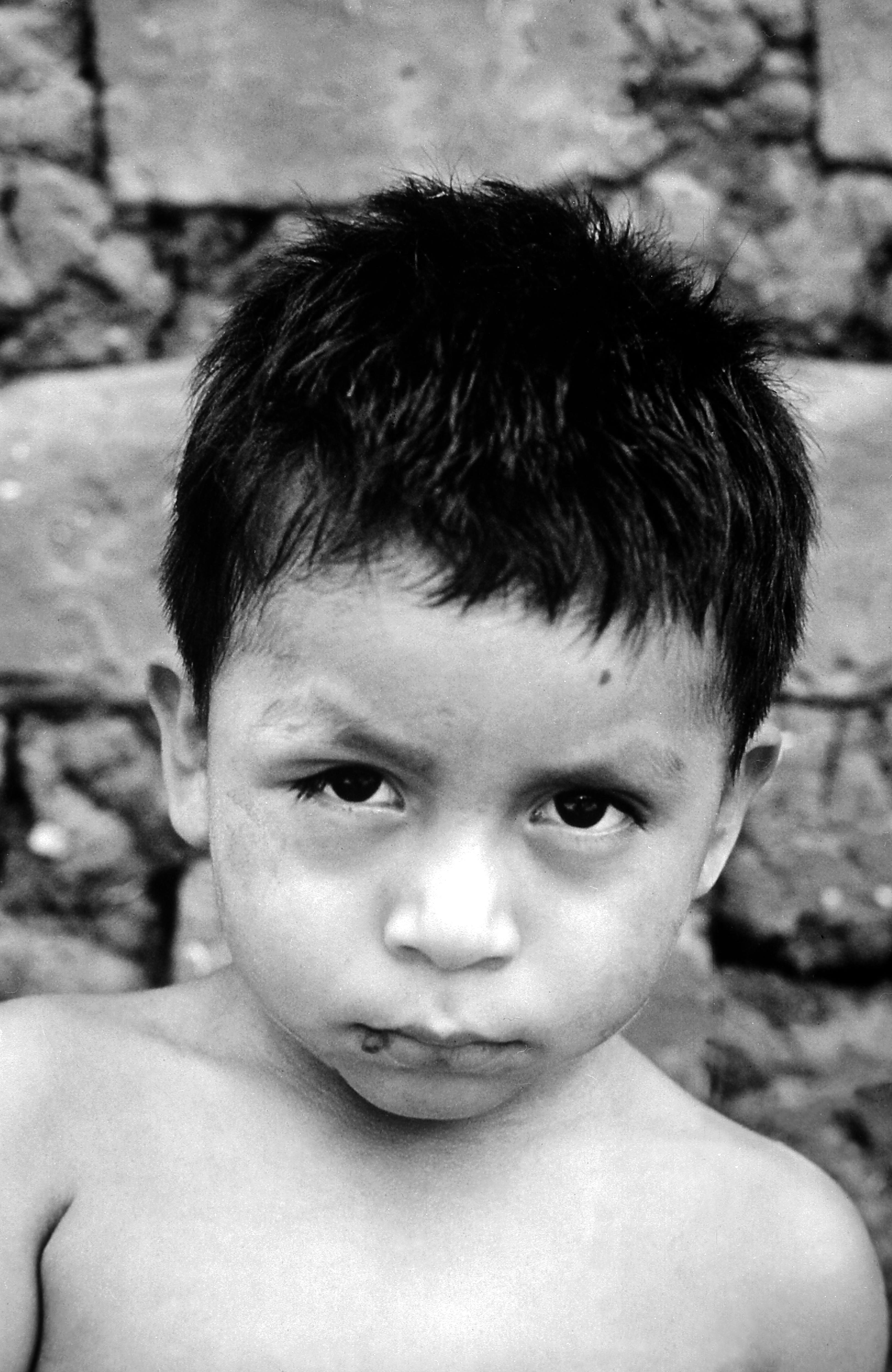
Enfant au visage bouffi avec signe de Romaña à l'œil droit.

#### Début
La phase de début correspond à une incubation de une à deux semaines (passage des parasites dans le sang circulant). Elle peut être asymptomatique, passant inaperçue, ou se résumer à des symptômes peu spécifiques : fièvre, anorexie, lymphadénopathie, légère hépatosplénomégalie.
Lorsque l'infection s'est faite par voie transcutanée, elle peut se manifester par un chancre d'inoculation ou nodule cutané isolé ressemblant à un furoncle, appelé « chagome », qui apparaît au point d’inoculation.
Quand le site d'inoculation est conjonctival et muqueux (20 % des cas), le patient peut développer une conjonctivite unilatérale et un œdème périorbitaire, ainsi qu’une lymphadénite pré-auriculaire. Cette constellation de symptômes, constituant un signe pathognomonique, est appelée « signe de Romaña », fréquemment retrouvé chez l'enfant.

#### État
Cette période correspond à la primo-invasion des organes. En sus des troubles précédents, de rares cas de myocardite ou de méningo-encéphalite peuvent se produire chez l'adulte et surtout chez l'enfant (2 à 5 % des enfants de moins de 2 ans, atteints de Chagas, en meurent), notamment lors d'infections par voie orale.
Au bout de deux mois environ, tous les symptômes disparaissent spontanément. Mais en l'absence de traitement efficace, une phase chronique asymptomatique peut durer, dans près de deux tiers des cas, de plusieurs années à toute la vie, ou se manifester par des complications tardives d'organes dans un tiers des cas environ,.

### Phase chronique
Dans la phase chronique symptomatique, des complications tardives se produisent dans les années, voire les décennies qui suivent l'infection initiale. Ces atteintes, de gravité variable, concernent le cœur, le système digestif et le système nerveux.
L'atteinte cardiaque la plus sévère est celle du muscle cardiaque : une cardiomyopathie avec insuffisance cardiaque et troubles du rythme, potentiellement mortelle. L'atteinte cardiaque repose sur plusieurs mécanismes : altération du système nerveux végétatif, troubles de la microcirculation, attaque directe du parasite et par l'intermédiaire du système immunitaire, avec intervention du TNF-alpha. Il existe également une susceptibilité génétique.
Il existe parfois une dilatation du tube digestif, comme le mégaœsophage (avec achalasie et troubles de la déglutition) et le mégacôlon (avec constipation pouvant évoluer vers un syndrome de type occlusif), conduisant à une malnutrition et une perte de poids.
Les troubles neurologiques sont plus rares : ce sont des méningo-encéphalites fébriles pouvant conduire jusqu’à la démence.

### Formes cliniques
Une femme atteinte de Chagas peut donner naissance à un enfant infecté in utero à chacune de ses grossesses. Cette infection peut être mortelle pour le fœtus et provoquer un avortement. La maladie peut être découverte à la naissance (prématurité et petit poids) ou se développer quelques semaines après l'accouchement (fièvre, anémie, hypotonicité, gros foie et grosse rate).
Chez les patients immunodéprimés (infection à VIH, greffés, sous immunodépresseurs, les réactivations aiguës, notamment neurologiques, de phase chronique sont plus fréquentes,.

## Diagnostic de laboratoire
La confirmation du diagnostic de maladie de Chagas s'effectue par trois types d'examens de laboratoire : la mise en évidence du parasite lui-même, les techniques de diagnostic immunologique, et celle de biologie moléculaire.

### Mise en évidence de l'agent causal
C'est la procédure de diagnostic utilisée dans la phase aiguë de la maladie de Chagas (les trois premiers mois). Elle donne presque toujours des résultats positifs. L'examen direct au microscope s'effectue à partir de sang frais prélevé sur anticoagulant ou culot globulaire, pour les parasites mobiles, d'un étalement de sang contaminé sur lame fixé au colorant de Giemsa, pour la visualisation du parasite. Il peut être confondu avec Trypanosoma rangeli, 50 % plus long qui n'est pas considéré comme pathogène pour l'homme.
Après la phase aiguë, la parasitémie devient très faible, et d'autres techniques de diagnostic direct sont utilisées : inoculation à la souris, mise en culture sur milieu spécial (par exemple : NNN, LIT, etc.), Xénodiagnostic (en) où l'agent causal est recherché dans un insecte non infecté mais nourri par le sang du patient.

### Diagnostic immunologique
Le diagnostic indirect immunologique permet de détecter près de 98 % des formes chroniques, en essayant également de distinguer les souches de T. cruzi qui ont une pathogénicité différente). Il associe plusieurs techniques différentes : Test de fixation du complément, Hémagglutination indirecte, immunofluorescence indirecte, radioimmunologie, ELISA (titrage immunoenzymatique).

### Biologie moléculaire
La  PCR, réaction en chaîne de polymérase, est une technique prometteuse mais manque de sensibilité après la phase aiguë, en raison d'une charge parasitaire souvent trop faible ou uniquement tissulaire. À ce stade, la PCR n'est positive que sans 60 à 70 % des cas.

## Pronostic
Un indice pour l'évaluation du pronostic des patients qui ont la maladie de Chagas a été publié dans l'édition du 24 août 2006 du The New England Journal of Medicine.
Basé sur l'étude de plus de 500 patients, cet indice inclut des aspects cliniques, radiographique, électrocardiographiques, échocardiographique et des résultats d’enregistrement Holter et permet d'évaluer le pronostic de survie à dix ans des patients.
| Facteur de risques                     | points |
| -------------------------------------- | ------ |
| classe NYHA III ou IV                  | 5      |
| Cardiomégalie                          | 5      |
| Anomalies de mobilité de la paroi      | 3      |
| Tachycardie ventriculaire non-soutenue | 3      |
| Bas voltage de l’ECG                   | 2      |
| Sexe masculin                          | 2      |

| Nombre total de points | Risque de mort dans les dix ans |
| ---------------------- | ------------------------------- |
| 0-6                    | 10 %                            |
| 7-11                   | 40 %                            |
| 12-20                  | 85 %                            |

Pour un patient atteint d'une infection chronique, le risque de développer une atteinte cardiaque est d'environ 25 % à 10 ans et de 30 % après des décennies. La maladie évolue vers l'insuffisance cardiaque, les accidents cardiovasculaires et la mort subite.
Environ 10 % des patients chroniques présentent des complications digestives après des années ou des décennies d'évolution.

## Chez l'animal
T. cruzi n'est pas seulement un pathogène humain, il touche aussi de nombreuses espèces animales : mammifères sauvages et domestiques dont des animaux d'élevage (bétail, chevaux, porcs…) et de compagnie (chiens, chats…). Les espèces particulièrement sensibles à la maladie sont les chevaux qui développent des complications neurologiques (ataxie) et les chiens qui présentent des troubles cardiaques (myocardite).
La maladie chez le chien se présente de la même façon que chez l'humain. La part respective de la transmission vectorielle directe et de la transmission orale chez le chien est en discussion, mais il apparait que le chien joue un rôle épidémiologique important. De par sa proximité avec l'Homme, il serait le principal réservoir péridomestique de T. cruzi. 
Dès lors, le chien pourrait jouer le rôle d'espèce-sentinelle : la surveillance des chiens, notamment des chiens importés de pays endémiques à pays non-endémiques pourrait servir à évaluer les risques humains. Par exemple des études réalisées au Texas, en Oklahoma et en Louisiane indiquent que 3 à 21 % des chiens domestiques sont infectés par la maladie de Chagas.
La maladie de Chagas relève d'une approche One Health intégrant les sciences environnementales, épidémiologiques, vétérinaires et médicales pour le développement de nouveaux moyens de diagnostics, de traitement et de stratégies de contrôle de la maladie de Chagas,.

## Traitement

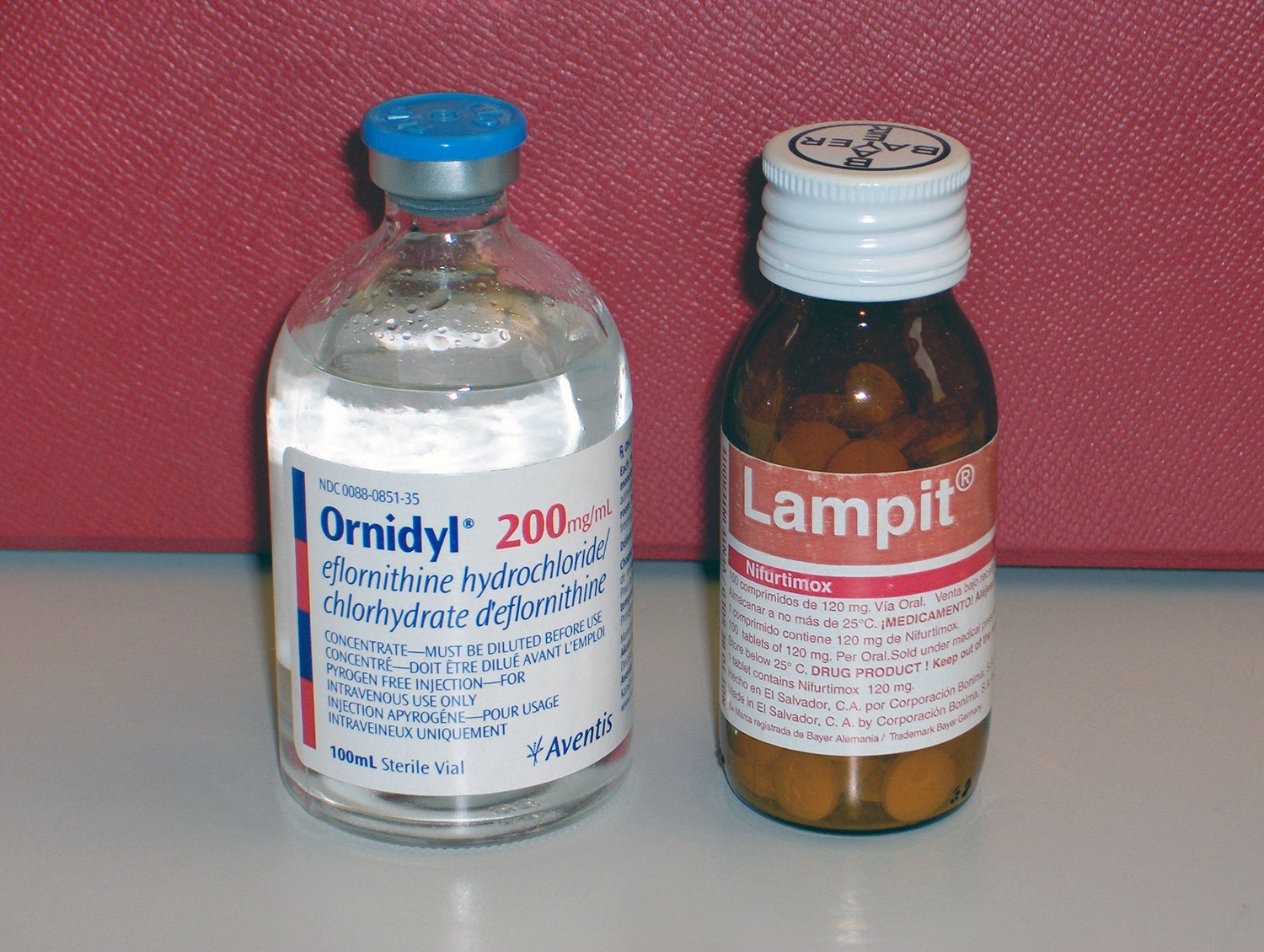
Éflornithine et nifurtimox, deux médicaments contre la maladie de Chagas.

Les médicaments utilisés pour traiter la maladie de Chagas ne sont habituellement efficaces que s’ils sont administrés pendant la phase aiguë de l'infection. Les molécules de choix sont l’azole ou les dérivés nitrés comme le benznidazole ou le nifurtimox (un nouveau protocole thérapeutique est en cours d'investigation par le service pharmacologique du CDC), mais des résistances à ces molécules ont déjà été rapportées.
En outre, ces substances sont très toxiques et ont de nombreux effets secondaires, et ne peuvent pas être administrés sans surveillance médicale. L'agent antifongique nommé amphotéricine B a été proposé comme traitement de deuxième intention, mais le coût et la toxicité relativement élevée de cette molécule ont limité son utilisation. D'ailleurs, une étude sur l'administration prolongée de drogues pendant dix ans au Brésil a indiqué que la chimiothérapie courante ne supprimait pas totalement la parasitémie.
Ainsi, la décision d’administrer une thérapie antiparasitaire devrait être individualisée après consultation avec un spécialiste.
Dans la phase chronique, le traitement a pour but de contrôler les manifestations cliniques de la maladie, par exemple : drogues pour stimuler le cœur, pour éviter la défaillance cardiaque et les troubles du rythme, traitement chirurgical pour le mégacôlon, etc., mais la maladie elle-même n'est pas curable dans cette phase. Les manifestations cardiaques chroniques provoquées par la maladie de Chagas sont maintenant une indication courante de transplantation cardiaque. Jusqu’à récemment, cependant, la maladie de Chagas était considérée comme une contre-indication à la transplantation, puisque les lésions cardiaques pouvaient récidiver lorsque le parasite saisirait pour se développer l'opportunité fournie par le traitement immunosuppresseur qui suit l’intervention chirurgicale. La recherche qui a changé l’indication de la transplantation pour les patients atteints de la maladie de Chagas a été conduite par l’équipe du Dr Adib Jatene à l’institut du cœur de l'université de São Paulo, au Brésil.
La recherche a montré que les taux de survie chez les patients atteints de maladie de Chagas pouvaient être sensiblement améliorés en utilisant des doses plus faibles d'immunosuppresseur ciclosporine. Récemment, la transplantation de moelle osseuse et l’injection dans le muscle cardiaque de cellules souches s’est montrée efficace pour réduire nettement les risques d'arrêt cardiaque chez les patients atteints de Chagas.
Des patients ont également tiré des bénéfices de la prévention stricte de la réinfection, bien que la raison de ce phénomène ne soit pas encore clairement élucidée.
Quelques exemples de la lutte pour des avancées thérapeutiques :
- l’utilisation des inhibiteurs de l’oxydosqualène cyclase et des inhibiteurs de protéases à cystéine s'est avérée efficace pour traiter les infections expérimentales chez les animaux[55] ;
- les Dermaseptines provenant d’une grenouille de l’espèce Phyllomedusa oreades et P. distincta. Activité Anti-Trypanosoma cruzi sans cytotoxicité pour les cellules de mammifères[56] ;
- synthèse d’inhibiteurs des enzymes impliquées dans le métabolisme de la trypanothione qui est propre au groupe des parasites flagellés[57] ;
- le déshydroleucodine sesquiterpène lactone (DhL) affecte la croissance des cultures d’epimastigotes de Trypanosoma cruzi[58].
- le génome de Trypanosoma cruzi a été séquencé[59].

Des protéines qui sont produites par la maladie mais pas par des humains ont été identifiées comme cibles possibles pour des médicaments contre la maladie.

## Prévention

### Contrôle du vecteur

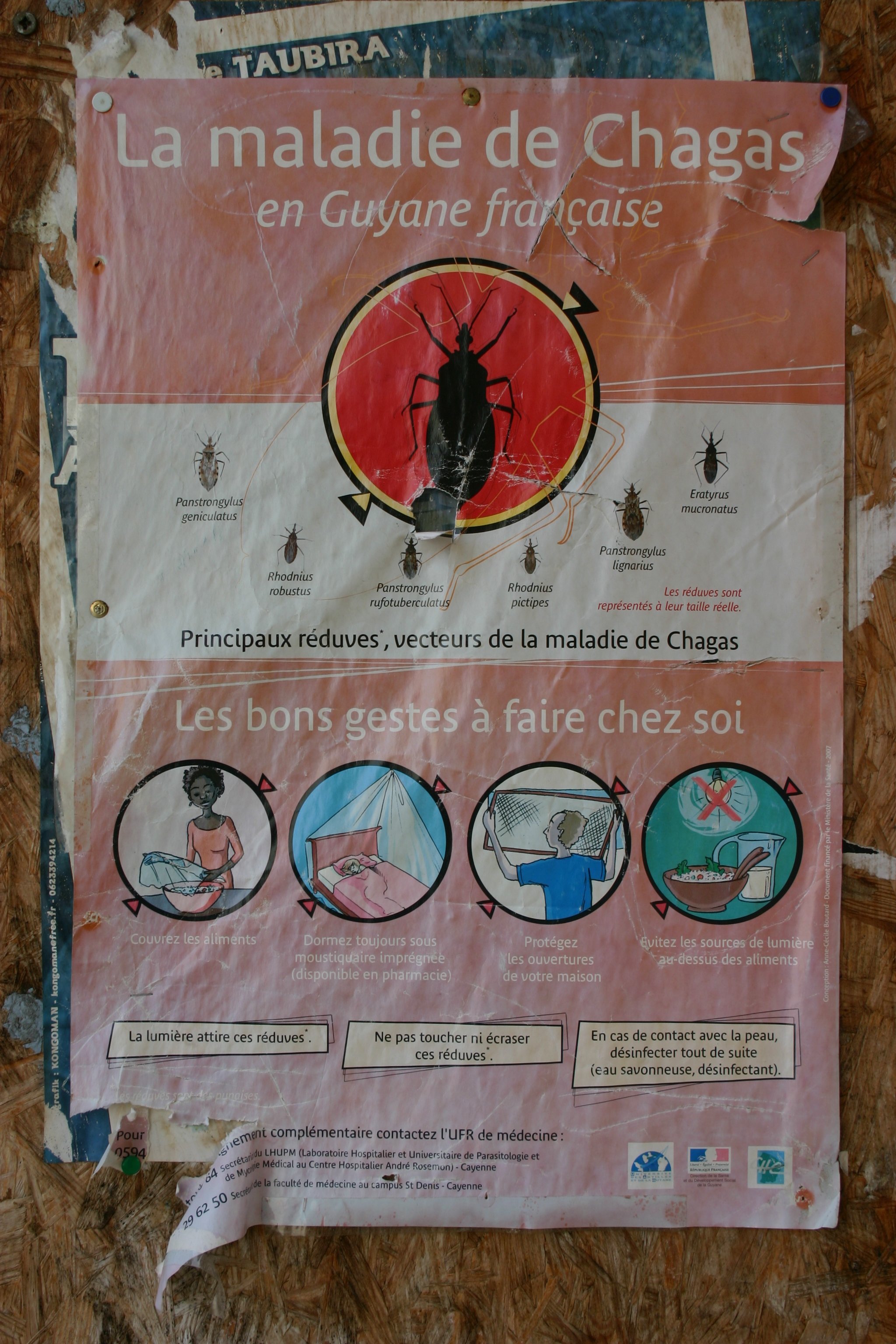
Poster à Cayenne, en 2008.

La prévention est basée sur la lutte contre le vecteur (Triatoma) en utilisant des aérosols et des peintures contenant des insecticides (pyréthrinoïdes de synthèse), et en améliorant le logement et les conditions sanitaires dans les zones rurales. Pour les habitants des villes, il peut être dangereux de passer des vacances et de camper en plein air, dans les zones désertiques ou de dormir dans des hôtels ou des maisons en pisé dans des zones d’endémie, une moustiquaire est recommandée. Si le voyageur a l'intention de voyager dans une zone à risque il devrait pouvoir obtenir une information sur les zones d’endémie de la maladie de Chagas dans des bulletins de renseignements pour les voyageurs, tels que les CDC.
Dans la plupart des pays où la maladie de Chagas est endémique, les tests sanguins sont déjà obligatoires pour les donneurs de sang, puisque la transfusion peut être une voie importante de transmission.
Dans le passé, le sang des donneurs était mélangé à 0,25 g L−1 de violet de gentiane pour mettre en évidence les parasites.
Avec toutes ces mesures, quelques résultats ont été atteints dans le combat contre la maladie de Chagas en Amérique latine : une réduction de 72 % de l'incidence de l'infection humaine chez les enfants et de jeunes adultes des pays de l'initiative du cône méridional, et au moins deux pays (l’Uruguay, en 1997, et le Chili, en 1999), ont été déclarés exempts de toute transmission par un vecteur et par transfusion. Au Brésil, où vit la plus grande partie de la population exposée au risque, 10 États sur les 12 au stade endémique ont été également déclarés exempts de la maladie.
Quelques points de repère pour le contrôle du vecteur :
- Un piège à levure a été testé pour surveiller les infestations par certaines espèces d’insectes : « Efficacité des pièges à levure avec Triatoma sordida, Triatoma brasiliensis, Triatoma pseudomaculata, et Panstrongylus megistus dans des essais en laboratoire »[60]
- Des résultats prometteurs ont été obtenus avec le traitement des habitats du vecteur avec le champignon Beauveria bassiana, (qui est également en cours d’évaluation pour la prévention du paludisme) : « Activité d’une préparation d’huile de Beauveria bassiana contre le Triatoma sordida dans des zones péridomestiques au centre du Brésil. » [61]
- Ciblage du symbiote des Triatominae[62].

### Recherche vaccinale
Il n'existe pas de vaccins disponibles contre la maladie de Chagas. La recherche de vaccins efficaces s'est d'abord portée vers des vaccins inactivés (parasites tués par des moyens physico-chimiques) avec l'idée de cibler des antigènes à tous les stades du parasite, puis sur des vaccins vivants (parasites atténués ou plus ou moins génétiquement modifiés), et des vaccins utilisant des protozoaires similaires à T. cruzi, mais non pathogènes pour l'humain.
Ces études menées sur des modèles souris, chien, et primate non humain, ont pu montrer un certain degré d'efficacité, mais elles sont difficilement comparables, difficiles à évaluer et extrapoler à l'homme, et elles n'ont pas dépassé le stade préclinique.
Plus récemment des vaccins potentiels (vivants atténués, par ADN recombinant, par protéines recombinantes, par vecteur viral...) sont étudiés par plusieurs groupes de recherche. Les premiers résultats sur les modèles animaux sont encourageants, mais de nombreux problèmes restent à résoudre (comme la durée de protection ou son efficacité sur la diversité des souches de parasites). En 2021, seuls deux candidats-vaccins (un vivant atténué, et un à protéines recombinantes) pourraient progresser vers les phases 2 et 3 des essais cliniques.
Les analyses économiques montrent qu'un vaccin, même d'une faible efficacité de 25 % contre la maladie de Chagas, pourrait rester avantageux en termes de coût-efficacité pour réduire la transmission congénitale au cours de la grossesse. La maladie de Chagas reste une des plus négligées des maladies tropicales négligées, et un défi demeure : le besoin de volonté politique et d'investissement économique.

## Associations de patients
Dès 1910, Carlos Chagas avait compris le lien entre la réalité biomédicale et la réalité psychosociale : il présente un film documentaire sur les conditions misérables des populations atteintes de la maladie, mais il est peu écouté de son temps. Il n'existe aucune trace historique de la parole des malades avant 1954, année où des chercheurs brésiliens et des malades commencent à échanger par correspondance.
En 1987, sur le modèle des associations de malades du sida, la première association de malades atteints de Chagas est créée au Brésil. En 2005, l'OMS  place la maladie de Chagas dans la liste des maladies tropicales négligées. Dans les années qui suivent, des associations nationales sont créées en Amérique du sud et en Australie. La première en Europe est espagnole, fondée à Barcelone en 2008.
En 2010, la fédération internationale des associations de malades de Chagas est fondée au Brésil sous le sigle FINDECHAGAS. En 2021, cette fédération internationale regroupe 30 associations nationales sur les cinq continents  : 18 en Amérique latine, 7 en Europe, 2 en Amérique du nord, et 1 en Océanie. 
Ces associations jouent un rôle essentiel en exprimant les droits et besoins des malades, en communiquant avec les médecins et les chercheurs, et en faisant le lien entre la société civile et les autorités politiques de santé.

## Dans la culture populaire
- Casas de fuego (es) (1995) est un film historique argentin qui retrace la vie de Salvador Mazza (en) (1886-1946), pionnier de la lutte contre la maladie de Chagas en Argentine[9].
- Saison 4 de Dr House, épisode 13[9].